# Большепрудний
Большепру́дний (рос. Большепрудный) — селище у складі Первомайського району Оренбурзької області, Росія.
Стара назва — Чоботарьов.

## Населення
Населення — 198 осіб (2010; 353 у 2002).
Національний склад (станом на 2002 рік):
- росіяни — 57 %